# Friedrich Waismann
Friedrich Waismann (21 mars 1896 - 4 novembre 1959) est un mathématicien, physicien, et philosophe autrichien. Il est principalement connu comme membre du Cercle de Vienne et théoricien du positivisme logique.